# Amalia di Sassonia (duchessa di Baviera-Landshut)
Amalia di Sassonia (Meißen, 4 aprile 1436 – Rochlitz, 19 novembre 1501) è stata una principessa di Sassonia e duchessa di Baviera-Landshut.
Era la primogenita di Federico II di Sassonia (1412-1464), e di sua moglie, Margherita d'Austria (1416/7-1486), figlia del duca Ernesto d'Austria.

## Biografia
Amalia sposò il 21 marzo 1452 a Landshut, in una cerimonia nuziale di grande splendore (22.000 invitati), il duca di Baviera Ludovico IX di Baviera-Landshut.
Nel 1463 Amalia ricevette dal marito, come sua residenza, il castello di Burghausen Castle. Egli prescrisse anche un completo e rigoroso cerimoniale di corte. Amalia fu una delle fondatrici della chiesa dello Spirito Santo di Burghausen.
Dopo il decesso del marito, Amalia lasciò la Baviera. A compensazione per la sua vedovanza ricevette dal figlio 800 fiorini del Reno come rendita annua. Ella acquistò dai fratelli il distretto ed il castello di Rochlitz, che fece ricostruire a foggia di palazzo, dove visse circondata da una numerosa servitù. Fece una cospicua raccolta di reliquie, che fu conservata nella cappella. La nuova chiesa di San Pietro a Rochlitz fu eretta durante il periodo di sua permanenza nel castello. Durante la sua signoria, la città conobbe un periodo di grande prosperità.
Alla sua morte, avvenuta a Rochlitz nel 1501, la sua salma venne inumata nella cattedrale di Meissen.

## Matrimonio e discendenza
A Ludovico IX di Baviera-Landshut, Amalia diede quattro figli:
- Elisabetta (1452-1457);
- Giorgio (1455-1503), duca di Baviera-Landshut;
- Margherita, sposò Filippo del Palatinato, al quale diede  quattordici figli;
- Anna (1462-1462).

## Ascendenza
|                                |                        |                              | Genitori                              |  |  | Nonni |  |  | Bisnonni               |  |  | Trisnonni             |  |
|                                |                        |                              |                                       |  |  |       |  |  | Federico III di Meißen |  |  | Federico II di Meißen |  |
|                                |                        |                              |                                       |  |  |       |  |  | Federico III di Meißen |  |  | Federico II di Meißen |  |
|                                |                        | Matilde di Baviera           |                                       |  |  |       |  |  | Federico III di Meißen |  |  |                       |  |
| Federico I di Sassonia         |                        |                              |                                       |  |  |       |  |  | Federico III di Meißen |  |  |                       |  |
|                                |                        | Caterina di Henneberg        | Enrico VIII di Henneberg-Schleusingen |  |  |       |  |  |                        |  |  |                       |  |
|                                |                        | Caterina di Henneberg        | Enrico VIII di Henneberg-Schleusingen |  |  |       |  |  |                        |  |  |                       |  |
|                                |                        | Caterina di Henneberg        | Jutta di Brandeburgo                  |  |  |       |  |  |                        |  |  |                       |  |
| Federico II di Sassonia        |                        | Caterina di Henneberg        |                                       |  |  |       |  |  |                        |  |  |                       |  |
|                                |                        | Enrico di Brunswick-Lüneburg | Magnus II di Brunswick-Wolfenbüttel   |  |  |       |  |  |                        |  |  |                       |  |
|                                |                        | Enrico di Brunswick-Lüneburg | Magnus II di Brunswick-Wolfenbüttel   |  |  |       |  |  |                        |  |  |                       |  |
|                                |                        | Enrico di Brunswick-Lüneburg | Caterina di Anhalt-Bernburg           |  |  |       |  |  |                        |  |  |                       |  |
| Caterina di Brunswick-Lüneburg |                        | Enrico di Brunswick-Lüneburg |                                       |  |  |       |  |  |                        |  |  |                       |  |
|                                |                        | Sofia di Pomerania           | Vratislavo VI di Pomerania            |  |  |       |  |  |                        |  |  |                       |  |
|                                |                        | Sofia di Pomerania           | Vratislavo VI di Pomerania            |  |  |       |  |  |                        |  |  |                       |  |
|                                |                        | Sofia di Pomerania           | Anna di Meclemburgo-Stargard          |  |  |       |  |  |                        |  |  |                       |  |
| Amalia di Sassonia             |                        | Sofia di Pomerania           |                                       |  |  |       |  |  |                        |  |  |                       |  |
|                                | Leopoldo III d'Asburgo | Alberto II d'Asburgo         |                                       |  |  |       |  |  |                        |  |  |                       |  |
|                                | Leopoldo III d'Asburgo | Alberto II d'Asburgo         |                                       |  |  |       |  |  |                        |  |  |                       |  |
|                                | Leopoldo III d'Asburgo | Giovanna di Pfirt            |                                       |  |  |       |  |  |                        |  |  |                       |  |
| Ernesto I d'Asburgo            | Leopoldo III d'Asburgo |                              |                                       |  |  |       |  |  |                        |  |  |                       |  |
|                                |                        | Verde Visconti               | Bernabò Visconti                      |  |  |       |  |  |                        |  |  |                       |  |
|                                |                        | Verde Visconti               | Bernabò Visconti                      |  |  |       |  |  |                        |  |  |                       |  |
|                                |                        | Verde Visconti               | Regina della Scala                    |  |  |       |  |  |                        |  |  |                       |  |
| Margherita d'Austria           |                        | Verde Visconti               |                                       |  |  |       |  |  |                        |  |  |                       |  |
|                                |                        | Siemowit IV di Masovia       | Siemowit III di Masovia               |  |  |       |  |  |                        |  |  |                       |  |
|                                |                        | Siemowit IV di Masovia       | Siemowit III di Masovia               |  |  |       |  |  |                        |  |  |                       |  |
|                                |                        | Siemowit IV di Masovia       | Eufemia di Opava                      |  |  |       |  |  |                        |  |  |                       |  |
| Cimburga di Masovia            |                        | Siemowit IV di Masovia       |                                       |  |  |       |  |  |                        |  |  |                       |  |
|                                |                        | Alessandra di Lituania       | Algirdas di Lituania                  |  |  |       |  |  |                        |  |  |                       |  |
|                                |                        | Alessandra di Lituania       | Algirdas di Lituania                  |  |  |       |  |  |                        |  |  |                       |  |
|                                |                        | Alessandra di Lituania       | Uliana di Tver'                       |  |  |       |  |  |                        |  |  |                       |  |
|                                |                        | Alessandra di Lituania       |                                       |  |  |       |  |  |                        |  |  |                       |  |